# Liste de chansons construites sur la progression I-vi-IV-V

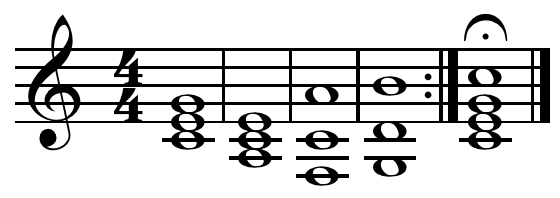
Progression d'accords en do.

Cet article fait une liste d'exemples de chansons utilisant la progression d'accords I-vi-IV-V. Par exemple, en do, il s'agira des accords do majeur, la mineur, fa majeur et sol majeur. 

## Liste de chansons
| Chanson                   | Interprète                                                               | Référence(s) |
| ------------------------- | ------------------------------------------------------------------------ | ------------ |
| A Real Hero               | College et Electric Youth                                                | [ 1 ]        |
| All I Have to Do Is Dream | The Everly Brothers                                                      | ,            |
| At the Hop                | Danny & the Juniors                                                      | [ 4 ]        |
| Baby                      | Justin Bieber                                                            | ,            |
| Baby, I'm an Anarchist!   | Against Me!                                                              | [ 7 ]        |
| Beautiful Girls           | Sean Kingston                                                            | [ 6 ]        |
| Blank Space               | Taylor Swift                                                             | [ 8 ]        |
| Blue Moon                 | Nombreux artistes                                                        | [ 9 ]        |
| Buenos días, señor Sol    | Juan Gabriel                                                             | [ 10 ]       |
| Complicated               | Avril Lavigne                                                            | [ 5 ]        |
| Crocodile Rock            | Elton John                                                               | ,            |
| Donna                     | Ritchie Valens                                                           | [ 9 ]        |
| Duke of Earl              | Gene Chandler                                                            | [ 11 ]       |
| D'yer Mak'er              | Led Zeppelin                                                             | [ 7 ]        |
| Earth Angel               | The Penguins                                                             | ,            |
| L'estate sta finendo      | Righeira                                                                 | [ 14 ]       |
| Every Breath You Take     | The Police                                                               | ,            |
| Friday                    | Rebecca Black                                                            | [ 5 ]        |
| Girl on Fire              | Alicia Keys                                                              | [ 5 ]        |
| Happiness Is a Warm Gun   | The Beatles                                                              | [ 15 ]       |
| I Will Always Love You    | Whitney Houston                                                          | [ 3 ]        |
| I'm the One               | DJ Khaled featuring Justin Bieber, Quavo, Chance the Rapper et Lil Wayne | [ 6 ]        |
| If I Had $1000000         | Barenaked Ladies                                                         | [ 5 ]        |
| In the Still of the Night | The Five Satins                                                          | ,            |
| Just the Way You Are      | Bruno Mars                                                               | [ 5 ]        |
| Let It Be                 | The Beatles                                                              | [ 16 ]       |
| Monster Mash              | Bobby Pickett                                                            | [ 5 ]        |
| Octopus's Garden          | The Beatles                                                              | [ 5 ]        |
| Play That Song            | Train                                                                    | [ 6 ]        |
| Please Mr. Postman        | The Marvelettes                                                          | [ 10 ]       |
| The Prettiest Star        | David Bowie                                                              | [ 17 ]       |
| The Reason                | Hoobastank                                                               | [ 12 ]       |
| Stand by Me               | Ben E. King                                                              | ,            |
| Trambone                  | Duane Eddy                                                               | [ 18 ]       |